# 阿達尼企業
阿達尼企業是印度跨国上市公司，也是阿達尼集團的子公司。总部位于亞美達巴德，業務囊括採煤與貿易、机场營運、食用油、公路、铁路和水利设施、数据中心、石油與天然氣勘探、国防和航天、物流和农产品等领域。主要经营集团的资源管理、电力交易和自然资源业务。

## 历史
阿達尼企業在1993年，以阿達尼出口有限公司（英語： Adani Exports Limited）的名稱成立。 做為阿達尼集團新业务的育成中心，直至子公司能够自給自足。  
阿達尼企業上市後，透過子公司参与光伏系統制造、 水利设施、 数据中心、  農產品儲存與分配、 国防、航天、 船用燃料，  鐵道设施、  不動產、 金融服务、 石油鑽探、 石化、 和水泥。 

## 子公司

### 阿达尼机场控股（英語：Adani Airport Holdings）
阿达尼机场控股負責管理與營運機場，同時也是孟买国际机场有限公司的大股东，孟买国际机场有限公司拥有贾特拉帕蒂·希瓦吉·马哈拉杰国际机场和新孟买国际机场兩機場。
2021年1月，取得六座机场管理與營運的50年租約，分別是薩達爾·瓦拉巴伊·帕特爾、古瓦哈提、齋浦爾、勒克瑙、門格洛爾和特里凡得琅国际机场。  

### 阿达尼水泥（英語：Adani Cement）
阿达尼水泥位于古吉拉特邦，于2021年6月11日由阿達尼集團成立。 是阿達尼企業尚未營運的全资子公司。
2021年6月，阿达尼集团计划在馬哈拉什特拉邦建立水泥厂，初始为年產500万吨，投资约90-100亿卢比。集团还提出一年产1000万吨的Lakhpat水泥厂，但最終被擱置。

### 阿達尼數據中心（英語：AdaniConneX）
阿達尼數據中心是2021年由阿達尼企業與 EdgeConneX 合资的公司，提出在清奈、新孟买、诺伊达、維沙卡帕特南和海德拉巴开发超大规模数据中心网络。

### 阿达尼国防與航天（英語：Adani Defence & Aerospace）
阿达尼国防與航天是阿達尼企業的国防制造部门。生產赫耳墨斯900无人机和Negev 、TAR-21和ACE武器。
2019年，由阿達尼企業與以色列埃爾比特系統合资，在泰倫加納邦的海得拉巴建立无人机制造工厂。
2020年4月，收购从事国防與航空电子设备设计、开发與制造的 Alpha Design Technologies。9月，收购了供应防御设备的 PLR Systems 51% 股份。

### 阿达尼矿產（英語：Adani Mining）
阿達尼企業在印度、印尼和澳洲经营矿產，並供應煤碳給孟加拉、中国和部分东南亚國。
在印尼北加里曼丹省的布紐島有煤礦廠，在2016至2017年間，生产 3.9噸的煤碳。在昆士兰州加里利盆地有卡邁克爾礦場，进行印度在澳洲最大的投资。但2020年，因澳洲政府違反環境法規而受到法院質疑。 同年，澳洲矿业部门 Adani Australia 更名为Bravus Mining & Resources   负责开发卡邁克爾礦場。 

### 阿达尼道路运输（英語：Adani Road Transport）
阿达尼道路运输負責道路的建设、运营和维护。 公司在安得拉邦、 恰蒂斯加尔邦、 古加拉特邦、 喀拉拉邦、 中央邦、 奥里萨邦、 泰倫加納邦、 和西孟加拉邦拥有NHAI的工程。 
2021年12月，取得北方邦恒河高速公路464公里至594公里的工程。 

### 阿达尼太阳能（英語：Adani Solar）
阿达尼太阳能是阿達尼企業的太阳能光伏制造和工程總承包。截至2020年11月，是印度最大的太阳能零件制造商。 

### 阿达尼水利（英語：Adani Water）
阿达尼水利於2018年12月成立，負責水利设施的建设。目前在国家恒河清洁任務組織負責安拉阿巴德的废水处理、回收再利用工程。 

### 阿达尼威爾斯鵬探勘（英語：Adani Welspun Exploration）
阿达尼威爾斯鵬勘探是阿達尼企業和威爾斯鵬探勘的合资公司。業務包含石油與天然气。 

### 阿达尼豐益（英語：Adani Wilmar）
阿达尼豐益成立于1999年，屬於食品加工公司，是阿達尼企業和豐益國際的合资公司。 
2000 年 11 月，推出旗舰品牌「Fortune」，並生产和销售食用油、面粉、大米、豆类、糖、豆块和速食混合物。还以「Alife」生产肥皂、洗手乳和乾洗手液等。

## 前子公司
2015年，阿達尼企業分拆阿達尼港口與經濟特區公司、阿達尼電力公司、阿達尼傳輸公司三間公司。 成為阿達尼集團之子公司。
2018年，分拆阿達尼綠能公司、阿達尼天然氣兩間公司。  成為阿達尼集團之子公司。